# All Arms Commando Course
Pour les articles homonymes, voir AACC.

Insigne commando

Le cours All Arms Commando (AACC) est une formation commando qui dure 13 semaines et est dirigé par les Royal Marines de la Royal Navy britannique. Elle se déroule au Commando Training Center Royal Marines (CTCRM) à Lympstone. Les membres de n'importe laquelle des forces armées régulières du Royaume-Uni peuvent suivre le cours afin de servir au sein la 3ème Brigade de commandos (3 Cdo Bde RM). À la fin du cours, le candidat retenu obtient le droit de porter le béret vert et de porter le "Commando Dagger" sur son uniforme. En règle générale, près de la moitié des candidats abandonnent ou sont renvoyés avant d'avoir terminé l'AACC,,.
Le cours est ouvert aux hommes et aux femmes. En 2002, le major Philippa Tattersall, du Corps de l'adjudant général, devenue la première femme à l'avoir achevée avec succès.

## Contexte
Le premier cours de formation de commando officiel fut créé à Achnacarry en 1942 et certains éléments sont exactement les mêmes à ce jour, tels que le "regain de corde" et le "cours de Tarzan", conçus pour tester le courage, l'agilité et la détermination des candidats. D'autres ont changé dans le temps, comme la marche rapide et le parcours d'endurance. Les tests spécifiques auxquels les volontaires sont soumis n'ont pas tant pour vocation de tester leur condition physique que leur force mentale. La base de la philosophie du commando peut être résumée comme l'esprit de corps (désintéressement), l'adaptabilité, l'humilité, des compétences professionnelles élevées, la force mentale et l'humour,.
A l'issue de la Seconde Guerre mondiale, toutes les unités des commandos de l'armée britannique furent dissoutes, laissant les Royal Marines Commandos perpétuer seuls la tradition. Néanmoins, ces unités de commandos sont soutenues par une variété de personnel ne venant pas des Royal Marines. En l'an 2000, plus de 1 000 soldats de l'armée britannique portaient le béret vert et soutenaient la 3e Brigade commando. En 2004, environ 30% des membres de la 3e Brigade commando, exerçant des fonctions de soutien essentielles, n'étaient pas des Royal Marines, comme le 29 Commando Regiment Royal Artillery, le 24 Commando Regiment Royal Engineers et le Logistic Support Squadron Royal Logistic Corps,,.

## Objectifs du cours
Préparer les personnels des trois armées à servir avec la 3e Brigade Commando des Royal Marines en développant le tempérament, la force mentale, la robustesse physique et les compétences militaires dans un environnement compliqué et difficile des opérations de bord de mer.

## Le contenu des cours
Les candidats suivent un cours de préparation de 4 semaines, avant l'AACC, qui leur permet, comme ils viennent d'horizons différents, d'avoir un socle commun, tant en termes de condition physique, qu'en termes de compétences techniques pour commencer l'AACC. L'AACC est réservée aux militaires qualifiés et n'est pas ouverte aux jeunes recrues des forces armées. Les compétences militaires de base sont couvertes pendant l'AACC, y compris la vie en campagne, la tactique, la patrouille, la défense et les attaques au niveau sections et groupes de combats, les armes d'infanterie, la communication, la topographie, la navigation, les premiers soins, l'hygiène et l'entraînement physique. Le cours couvre ensuite les compétences commando suivantes : exercices d'assaut amphibie, exercices d'assaut vertical (de falaises), exercices à base d'hélicoptère et tactiques des petites unités. Le cours se termine par un exercice de synthèse d'une semaine suivi d'une "Semaine de test",.

## Les tests

### Pendant le cours

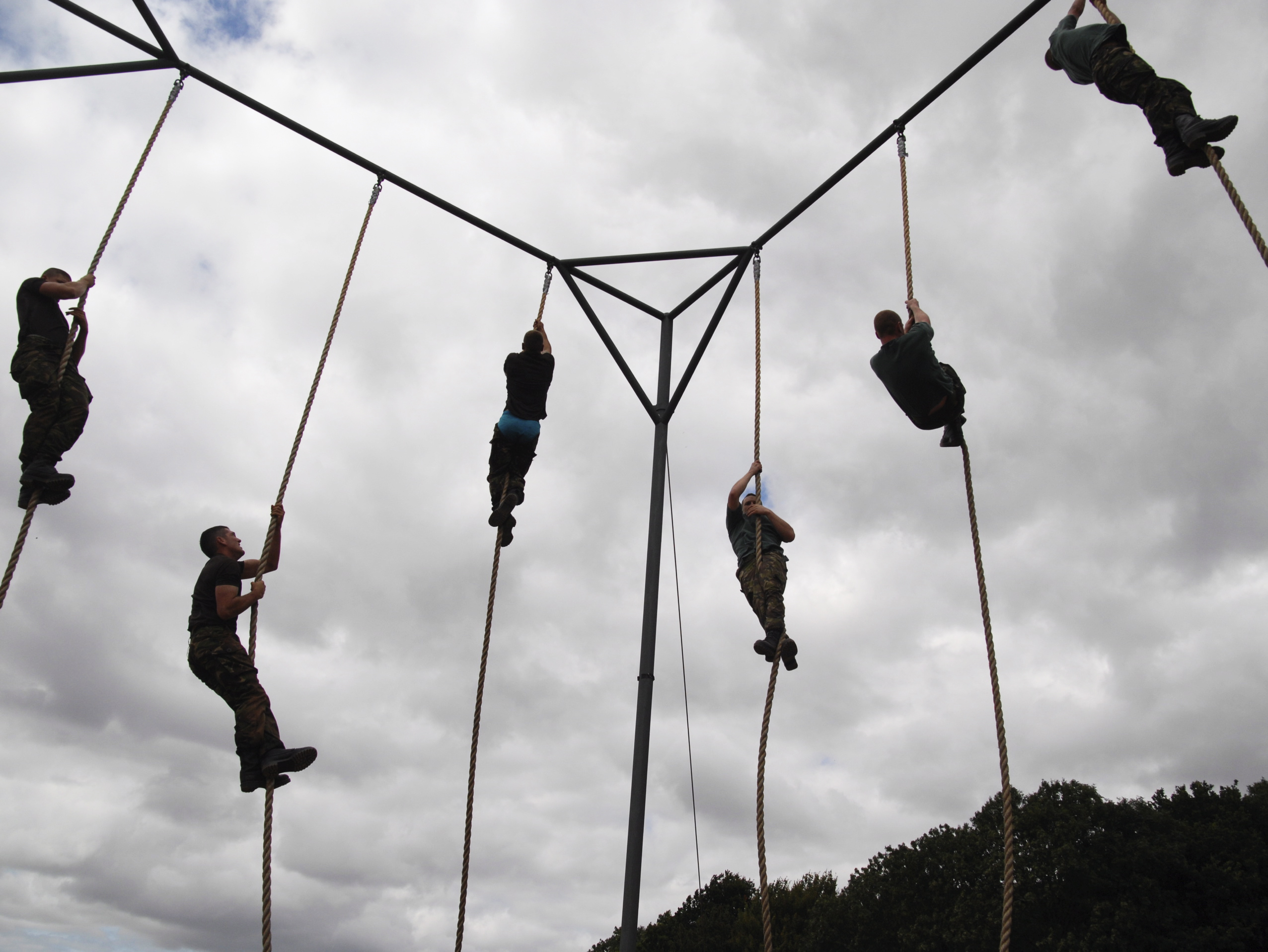
Grimpé de corde

Les tests suivants doivent être réussis par les volontaires: ,,,
En tenue de combat, avec arme et équipement individuel :
- grimper de corde sur une hauteur de 30 pi (9,144 m)
- Parcours d'assaut Bottom Field en moins de 5 minutes
- Parcourir plus de 200 m en transportant l'équipement et l'arme de l'un de ses collègues en plus du sien (poids combiné de 62 lb (28 kg)) en 90 secondes
- Au-dessus d'un réservoir rempli d'eau comme protection contre les chutes, les candidats effectuent une traversée sur tyrolienne sans équipement d'escalade, utilisant uniquement leurs compétences et leur force pour traverser la corde tendue entre deux tours. La technique consiste à équilibrer le torse sur le dessus de la corde tout en poussant à travers en utilisant une cheville d'une jambe en crochet sur la corde et en utilisant l'autre jambe comme équilibre. Pendant la traversée, les candidats doivent s'arrêter, se suspendre à bout de bras sur le câble puis se rétablir sur celui-ci. Ce mouvement nécessite à la fois de la technique et de la force.
- Marche de groupe de nuit de 12 milles (19 kilomètres) avec une charge de 69 lb (31 kg), équipements individuels et arme.

### Tests de commando
Effectué sur plusieurs jours consécutifs au cours de la dernière semaine de test: ,
Cours d'endurance. Il s'agit d'un test individuel comprenant un parcours exigeant de 6 miles (9,65 km) tout en portant 21 lb (9,5 kilogrammes (kg)), son équipement de combat et arme personnelle. Les deux premiers milles se font sur un terrain boisé vallonné comportant des obstacles tels que des tunnels, des tuyaux, des pataugeoires et une buse inondée. Les quatre derniers milles (6,43 km) se font sur une route sans obstacle qui retourne au CTCRM. Les candidats doivent terminer ce parcours en 73 minutes. Ceci est suivi par un test de précision au tir où le candidat doit toucher 6 des 10 cibles représentant un homme à une distance de 200 mètres.
Marche de vitesse de 9 milles. C'est une marche rapide en groupe de 9 miles (14 km) qui doit être achevée en 90 minutes (à un rythme moyen de 6 miles par heure) tout en portant l'équipement individuel et l'arme personnelle.
Cours d'assaut Tarzan. Commençant à des intervalles d'une minute sur la glissière commando (une tyrolienne), il s'agit d'un test individuel qui commence par un certain nombre d'ateliers aériens élevés suivis immédiatement par le "cours d'assaut sur le terrain", puis se terminant par une montée sur corde un mur presque vertical de 30 pieds (pi). Il doit être effectué avec l'équipement individuel et l'arme personnelle en 13 minutes.
30 miler. Il s'agit d'une marche d'endurance en navigation tactique à effectuer en équipe avec équipement individuel et arme ainsi que des effets de rechange et sa nourriture. Les candidats doivent y parvenir en 8 heures.
Retests. Si un candidat échoue à l'un des tests du parcours commando, il aura la possibilité de le refaire à nouveau dans la période de quatre jours qui suit le 30 miler. Si un candidat échoue à deux tests ou plus, il est peu probable qu'une possibilité de les refaire lui soit proposée.

## Cours de commando des forces de réserve
Il y a aussi un cours de commando pour les forces de réserve organisé pour les membres de la Réserve des Royal Marines et les unités de commandos de la Réserve de l'armée de terre. Les tests sont les mêmes que pour l'AACC ci-dessus,. La Réserve d'Armée était auparavant connue comme l'Armée Territoriale (TA).